# KN-14
KN-14는 미국이 2014년에 포착한 북한의 신형 이동식 ICBM이다. 2015년 10월 노동당 창건 70주년 기념 열병식에서 처음 공개했다.

## KN-08과의 차이
미국 국방부는 당초 KN-08의 개량형으로 분류했으나, 이를 변경해 KN-14로 명명했다. KN-08보다 길이가 짧고, 앞부분이 뭉툭한 것이 외관상 특징이다.
- KN-08, 최초공개 2012년 4월 15일 열병식, 길이 20 m, 3단로켓, 사거리 12,000 km
- KN-14, 최초공개 2015년 10월 열병식, 길이 17 m, 2단로켓, 사거리 9,970 km

KN-14는 러시아의 잠수함 발사 탄도미사일인 SS-N-18(R-29)과 유사하고, 이동식 발사대 트럭은 중국산으로 추정된다.

## KN-17
2017년 미국은 길이 15 m의 2단 로켓인 트럭 이동식 ICBM을 발견했다. 길이 20 m인 KN-08, 길이 17 m인 KN-14 보다 짧아졌다. 길이가 짧아져야 잠수함에 탑재할 수 있다. 러시아 해군의 최신형 SLBM인 R-29RMU 시네바, R-29RMU2 라이네르가 길이 15 m, 사거리 11,000 km, 3단 액체로켓이다. 평양에서 뉴욕까지가 10,900 km 거리이다.

## 관련 정보
2003년 9월 탈북한 북한 원자력총국 부설 38호 연구소장 김광빈(51) 박사는 "북한은 20여년 전 옛소련에서 6,000km 사거리의 40kt급 핵탄두미사일 3기를 수입했다"며 "이중 1기는 1983년 38호연구소에서 해체해 개조용 실험연구에 사용했고 2기는 동해안과 백두산 삼지연기지에 각각 실전 배치돼 있다."고 진술서를 작성했다. 당시 미국과 소련은 극동지역에 RSD-10 파이오니어 배치 문제로 크게 대립중이었다.
1991년 7월 북한이 중국 감숙성 은천 미사일 기지에서 사정거리 800km의 중거리 다탄두(MIRV) 탄도 미사일을 시험발사하는데 성공했다. 중국의 원조로 개발한 것으로서, 발사시설은 중국이 대여했다. 북한은 1988년 이후 90명의 과학자를 은천 핵로켓기지에 파견, 중국으로부터 핵실험 기술 및 미사일발사 기술을 배웠다. 미사일 실험을 성공한 것으로 보아 핵실험 기술 습득도 완료한 것으로 보인다. 또한 중거리 미사일 개발을 위해 230명의 육해공군 무기 전문가들을 중국 요동반도에 있는 대연 해군기지에 파견해 연수중이라고 일본 월간 센타쿠지가 1991년 12월 6일 보도했다.

## 비교
- KN-08, 무게??톤, 길이17.1m, 직경2m, 사거리??km, 3단 액체연료
- KN-14, 무게??톤, 길이16.9m, 직경2m, 사거리??km, 2단 액체연료
- SS-20 무게37.1톤, 길이16.5m, 직경1.8m, 사거리7,500km, 2단 고체연료
- R-29, 무게32.8톤, 길이13.2m, 직경1.8m, 사거리7,700km, 3단 액체연료
- R-29RM, 무게40.3톤, 길이14.8m, 직경1.9m, 사거리8,500km, 3단 액체연료
- R-29RMU, 무게40.3톤, 길이14.8m, 직경1.9m, 사거리11,000km, 3단 액체연료
- R-29RMU2, 무게40톤, 길이15m, 직경1.9m, 사거리11,000km, 3단 액체연료

## 같이 보기
- KN-08
- KN-06
- 퍼싱-2